# 中国人民解放军“2004式”军车号牌
中国人民解放军“2004式”军车号牌，简称“04式”军车号牌，为中国人民解放军于2004年12月至2013年4月使用的军用车辆号牌系统，为解放军的第六代军车号牌。
自2013年5月1日开始，中国人民解放军全军将统一更换“2012式”新军车号牌，自同年5月1日起正式启用，原“2004式”军车号牌即行废止。

## 样式
「2004式」号牌分大车和小车号牌，由字头、字头号、间隔符和序号组成，大车和小车号牌、前牌和后牌略有差异。
- 字头：一级单位的汉字简称
- 字头号：二级单位的大写英文字母
- 间隔符：为一正方形方块（大车号牌无此符号）
- 序号：大车号牌、小车号牌为5位阿拉伯数字，摩托车为4位阿拉伯数字。在香港、澳门则采用类似当地制式的特殊牌号

牌面为白底：前牌字头、字头号及间隔符为红色，序号为黑色；后牌字头为红色，其余为黑色。

## 中央党政军部门、中央警卫局担负保卫任务的单位（）

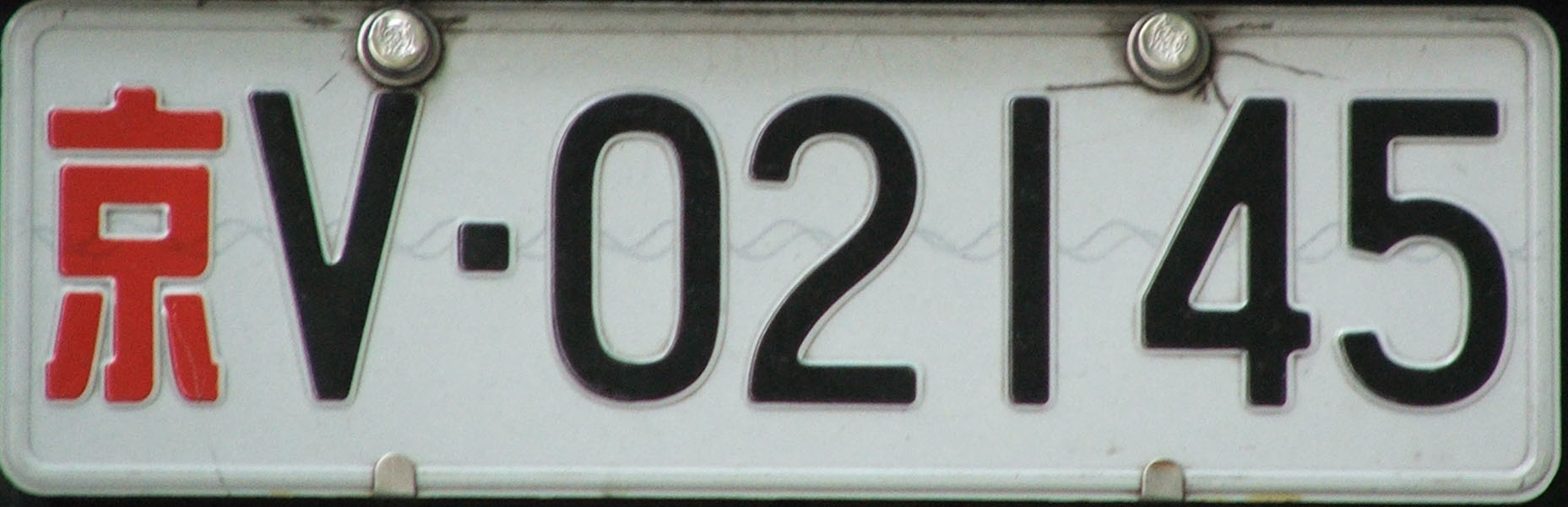
車牌樣式

- V 中央党政军部门等，由中央警卫局直接担负保卫任务的单位，包括中央军委、解放军四总部。

1. 京V0号段：总参谋部总部。
  1. 京V02号段：中国共产党和中华人民共和国主要领导人（即“中央首长”）座驾。
    1. 京V 02009：胡锦涛在建国60周年阅兵式上使用的检阅车
    2. 京V026号段：中央军委委员座驾。

  2. 京V01号段：中央警卫局
    1. 京V018，019号段：中央首长的随从
    2. 京V 01949：房峰辉在建国60周年阅兵式上使用的检阅车

  3. 京V05，06号段：中央首长的家属
2. 京V1号段：总政治部总部
3. 京V2号段：总后勤部总部
4. 京V3号段：总装备部总部

## 中央军委及四总部下属、直属单位（）
- A 总参谋部二级部及直属单位
- B 總政治部二级部及直属单位
- C 總後勤部二级部及直属单位
- D 總裝備部二级部及直属单位
- E 军事科学院
- F 国防大学
- G 国防科学技术大学
- K总后勤部直属单位（包括军事医学科学院、解放军总医院及附属医院）
- M军委所属的联勤部门
- O军委军车监理
- R 四总部直属在京军事院校
  - 1**** 总参直属在京院校
  - 2**** 总政直属在京院校
  - 3**** 总后直属在京院校
  - 4**** 总装直属在京院校
    - R41*** 装备指挥技术学院
    - R42*** 装甲兵工程学院
- T 总参三部
- V 第二炮兵

## 海军（）
- A 海军司令部
- B 海军政治部
- C 海军后勤部
- D 海军装备部
- E 北海舰队
- F 东海舰队
- G 南海舰队
- L 北海、东海、南海舰队航空兵部
  - 0****北海舰队航空兵
  - 1****东海舰队航空兵
  - 2****南海舰队航空兵
- O 海军军车监理
- R 海军军事院校
  - 20*** 海军指挥学院
  - 21*** 海军工程大学
  - 22*** 海军潜艇学院
  - 23*** 海军大连舰艇学院

## 空军（）
- A 空军司令部
- B 空军政治部
- C 空军后勤部
- D 空军装备部
- E 沈阳军区空军
- F 北京军区空军
- G 兰州军区空军
- H 济南军区空军
- J 广州军区空军
- K 成都军区空军
- M 第十五空降军
- O 空军军车监理
- R 空军军事院校
  - 10***空军指挥学院
- U 南京军区空军
  - 13***空28师（南京军区）
- L、N、Z 空军直属单位

## 军区

### 北京军区（）
- A 北京軍區司令部
- B 北京軍區政治部
- C 北京軍區联勤部
- D 北京軍區裝備部
- K 省軍區
- R 军区辖区内四总部直属军事院校
  - 1**** 军区辖区内总参直属军事院校
  - 2**** 军区辖区内总政直属军事院校
  - 3**** 军区辖区内总后直属军事院校
  - 4**** 军区辖区内总装直属军事院校
    - 43*** 军械工程学院

### 沈阳军区（）
- A 瀋陽軍區司令部
- B 瀋陽軍區政治部
- C 瀋陽軍區联勤部
- D 瀋陽軍區裝備部
- K 省軍區
- R 军区辖区内四总部直属军事院校
  - 1**** 军区辖区内总参直属军事院校
  - 2**** 军区辖区内总政直属军事院校
  - 3**** 军区辖区内总后直属军事院校
  - 4**** 军区辖区内总装直属军事院校

### 兰州军区（）
- A 蘭州軍區司令部
- B 蘭州軍區政治部
- C 蘭州軍區联勤部
- D 蘭州軍區裝備部
- K 省軍區
- R 军区辖区内四总部直属军事院校
  - 1**** 军区辖区内总参直属军事院校
  - 2**** 军区辖区内总政直属军事院校
  - 3**** 军区辖区内总后直属军事院校
  - 4**** 军区辖区内总装直属军事院校

### 济南军区（）
- A 濟南軍區司令部
- B 濟南軍區政治部
- C 濟南軍區联勤部
- D 濟南軍區裝備部
- K 省軍區
- R 军区辖区内四总部直属军事院校
  - 1**** 军区辖区内总参直属军事院校
  - 2**** 军区辖区内总政直属军事院校
  - 3**** 军区辖区内总后直属军事院校
  - 4**** 军区辖区内总装直属军事院校

### 南京军区（）
- A 南京軍區司令部
- B 南京軍區政治部
- C 南京軍區联勤部
- D 南京軍區裝備部
- K 省軍區
- R 军区辖区内四总部直属军事院校
  - 1**** 军区辖区内总参直属军事院校
  - 2**** 军区辖区内总政直属军事院校
  - 3**** 军区辖区内总后直属军事院校
  - 4**** 军区辖区内总装直属军事院校

### 广州军区（）
- A 廣州軍區司令部
- B 廣州軍區政治部
- C 廣州軍區联勤部
- D 廣州軍區裝備部
- K 省軍區
- R 军区辖区内四总部直属军事院校
  - 1**** 军区辖区内总参直属军事院校
  - 2**** 军区辖区内总政直属军事院校
  - 3**** 军区辖区内总后直属军事院校
  - 4**** 军区辖区内总装直属军事院校

### 成都军区（）
- A 成都軍區司令部
- B 成都軍區政治部
- C 成都軍區联勤部
- D 成都軍區裝備部
- K 省軍區
- R 军区辖区内四总部直属军事院校
  - 1**** 军区辖区内总参直属军事院校
  - 2**** 军区辖区内总政直属军事院校
  - 3**** 军区辖区内总后直属军事院校
  - 4**** 军区辖区内总装直属军事院校